# コクテンハギ属
コクテンハギ属 (黒点剥属、学名：Pseudomonacanthus) は、フグ目カワハギ科の属の一つ。インド洋と太平洋西部の熱帯海域に分布する。

## 形態
体長は20cmから30cmほど。体型は側扁したやや細長い六角形で、腹部の膜状部分が発達する。膜状部分は可動性がある。腰骨の鞘状鱗はあまり発達しない。体色は変異が多い。体に多数の小黒点をもつ。第一背鰭の棘条は発達する。

## 生態
インド洋から西太平洋にかけて分布し、日本ではコクテンハギのみが沖縄島付近で見られる。岩礁域の海藻の間やアマモ場に生息し、単独か雌雄一対で生活する。小型の生物を捕食する。

## 分類
2022年現在、コクテンハギ属には4種が属する。
- コクテンハギ Pseudomonacanthus macrurus
(Bleeker, 1857) (Strap-weed filefish)
- Pseudomonacanthus elongatus
(Fraser-Brunner, 1940) (Fourband leatherjacket)
- Pseudomonacanthus peroni
(Hollard, 1854) (Pot-bellied leatherjacket)
- Pseudomonacanthus tweediei
(Fraser-Brunner, 1940)

## 人間との関係
可食部は少なく身は苦味があり、シガテラ毒を持つ場合もあるため、普通食用にはならない。